# Нератов, Анатолий Анатольевич
Анатолий Анатольевич Нератов (1863—1938) — русский дипломат, член Государственного совета, гофмейстер.

## Биография
Сын сенатора, действительного тайного советника Анатолия Ивановича Нератова. Родился 2 октября 1863 года.
Окончил Александровский лицей (1883). В 1886 году поступил в Азиатский департамент Министерства иностранных дел и прошёл последовательно ступени от делопроизводителя до чиновника особых поручений при министре и старшего вице-директора того же департамента (с 1904); действительный статский советник (28 марта 1904 года); в 1909 году пожалован в звание камергера.
За все годы службы не занимал ни одного заграничного поста. С 1910 и до 1916 — товарищ министра иностранных дел С. Д. Сазонова. 6 декабря 1911 года пожалован в гофмейстеры. Став товарищем министра, во время долгой болезни тогдашнего министра С. Д. Сазонова управлял министерством. Будучи, по свидетельству Ю. Я. Соловьева, «типичным бюрократом» и «не имея собственных взглядов на русскую внешнюю политику», во всем соглашался с мнением А. П. Извольского (русский посол в Париже). Нератов был известен тем, что за все время службы в МИД он ни разу не был за границей.
В ноябре-декабре 1916 года — временно исполняющий обязанности Министра иностранных дел. С 1916 года член Государственного совета.
C 1916 и до Февральской революции 1917 — товарищ министра иностранных дел Н. Н. Покровского.
С 27 февраля 1917 по 2 марта 1917 — управляющий Министерством иностранных дел.
3 ноября 1917 Петроградский военно-революционный комитет (ВРК), получив сведения об отсутствии Нератова на его квартире, заключил, что он «скрылся, не сдав дела», и постановил, что Нератов «подлежит аресту и преданию революционному суду». На следующий день это постановление было опубликовано в газетах «для устрашения саботажников». Однако, во-первых, как следовало из напечатанного в те же дни заявления А. М. Петряева, «никто из чиновников министерства скрываться не думал и не отказывается от передачи дел», а во-вторых, по сообщениям газет, «никаких репрессионных мер до сих пор не было предпринято». Кроме того, известно, что 4 ноября Нератов присутствовал на общем собрании служащих министерства, созванном по требованию большевиков. В ноябре Нератов участвовал в заседаниях т. н. «малого» Временного правительства на квартире А. А. Демьянова, где выступал в качестве министра иностранных дел вместо арестованного М. И. Терещенко. Там (а затем и в печати) ему пришлось давать объяснения в связи с публикацией большевиками ряда секретных дипломатических документов. Вскоре после этого уехал на Юг, где при Деникине принимал участие в Особом совещании при главкоме ВСЮР.
После окончания Гражданской войны — в эмиграции. В апреле 1920 приказом генерала П. Н. Врангеля назначен главой российской дипломатической миссии в Константинополе.
Скончался в русском госпитале города Вильжюиф (Франция) 10 апреля 1938 года.

## Семья
- Жена — Варвара Владимировна Молоствова (16.05.1872 — 26.09.1936).

## Награды
А. А. Нератов был кавалером многих русских и иностранных орденов, в их числе:
- Орден Святого Станислава 2-й степени (1895 год)
- Орден Святой Анны 2-й степени (1898 год)
- Орден Святого Владимира 4-й степени (1901 год)
- Орден Святого Владимира 3-й степени (1908 год)
- Орден Святого Станислава 1-й степени (1910 год)
- Орден Святой Анны 1-й степени (1913 год)